# St David’s Church (Bathgate)

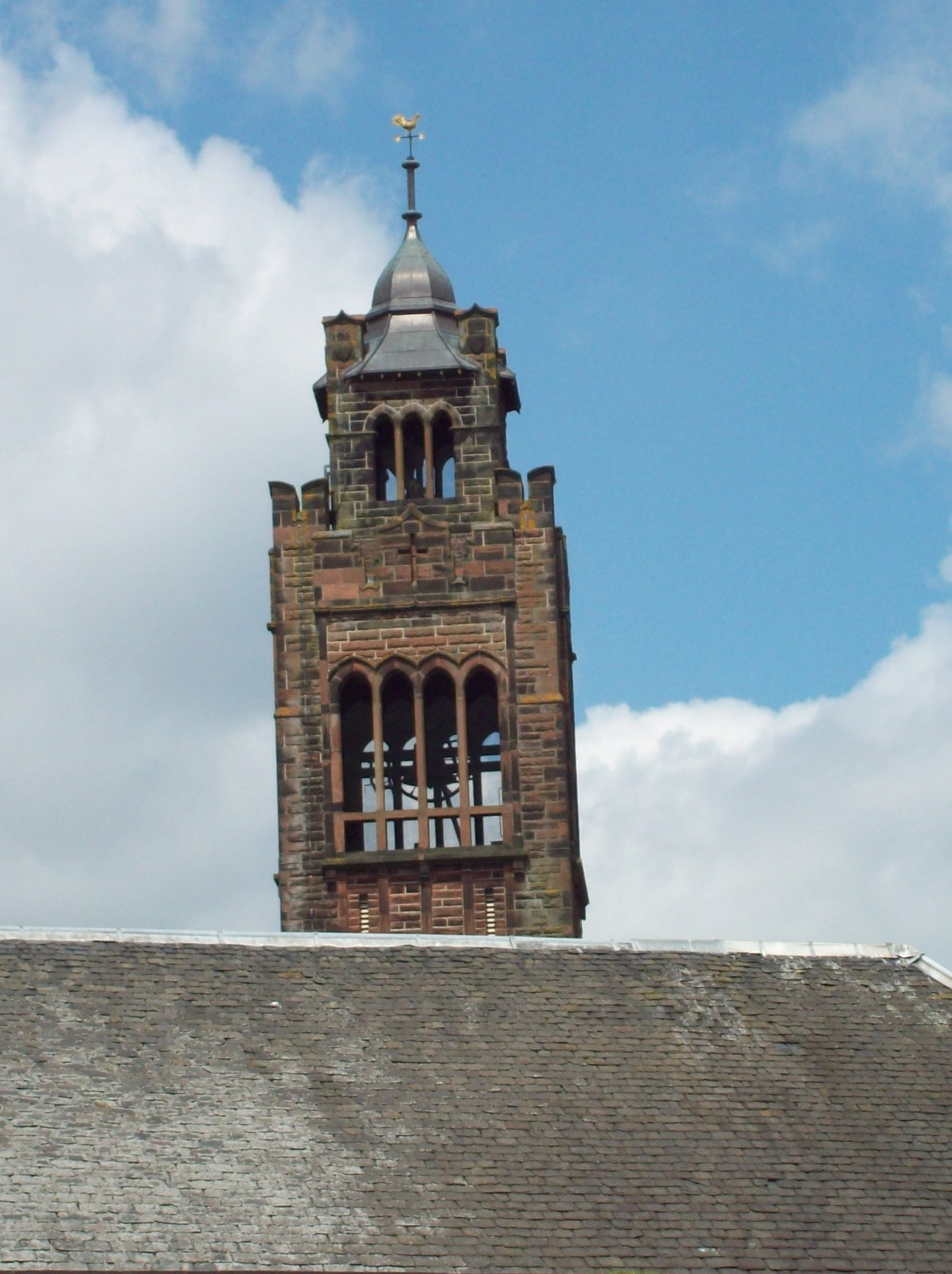
Glockenturm der St David’s Church

Die St David’s Church ist ein vormaliges presbyterianisches Kirchengebäude in der schottischen Stadt Bathgate in der Council Area West Lothian. 1994 wurde das Bauwerk in die schottischen Denkmallisten in der Denkmalkategorie B aufgenommen.
Das Gebäude wurde im Jahre 1904 nach einem Entwurf des schottischen Architekten James Graham Fairley erbaut. Sein Design gewann im Rahmen der Weltausstellung in Paris eine Bronzemedaille. 1954 wurden neue Bleiglasfenster eingesetzt. Sie zeigen die Heiligen Columban, Andreas und Ninian. Das Gebäude wurde zwischenzeitlich umgenutzt und beherbergt derzeit einen Nachtclub.

## Beschreibung
Die St David’s Church liegt an der George Street im Stadtzentrum. Das Mauerwerk besteht aus bossiertem rotem Sandstein, während die Gebäudeöffnungen mit poliertem Sandstein eingefasst sind, welcher auch an den Ecksteinen Einsatz fand. Das zweiflüglige schmiedeeiserne Eingangsportal ist mittig in die giebelseitige Ostfassade integriert. Es handelt sich um ein Spitzbogenportal mit reich ornamentierter Laibung. Entlang des Kirchenschiffs sind schlanke Lanzettfenster mit gedrückten Spitzbögen verbaut. Neben dem umlaufenden Sockelgesimse sind auch verschiedentlich Gurtgesimse vorhanden. Das Satteldach ist mit grauem Schiefer eingedeckt. Der Glockenturm ist nicht in das Gebäude integriert, sondern ragt als schlanker Campanile an der Südseite auf. Lisenen und schlanke Spitzbogenfenster verstärken die Vertikalität des Turmes. Er schließt mit einer vieleckigen Haube.